# 洛斯莫羅丘科斯區
13°33′24″S 74°11′44″W / 13.5568°S 74.1955°W
洛斯莫羅丘科斯區（西班牙語：Distrito de Los Morochucos），是秘魯的一個區，位於該國中南部阿亞庫喬大區的坎加約省，始建於1957年4月12日，面積262.6平方公里，海拔高度3,330米，2005年人口8,016，人口密度每平方公里31人。